# サンヨープレジャー
株式会社サンヨープレジャー（英称:SANYO PLEASURE GROUP）は、岡山市北区に本社を置く玩具の卸売及び小売業者。岡山県内において玩具店『こどもや』を運営する。テーマパーク『おもちゃ王国』の親会社でもある。
かつては中鉄ストアと提携しており、同店にテナント出店していた店舗(一宮店・吉備店・操南店)にはサンヨートイズの店名を冠していた。ただし、これに関しては中鉄流通グループの破綻および中鉄ストアの撤退に伴い業態そのものを廃止させている。

## 事務所・店舗

### 物流センター
本社（物流センター本部）
- 岡山市北区大内田715-4

第2物流センター
- 岡山市北区大内田766-1

### 店舗
ここに記載されていない店舗もある。公式サイトの店舗一覧を参照。
実店舗
- こどもや本店（日本人形「寿慶」販売専門店であり事実上の総本店。起業地でもある）
岡山県岡山市北区奉還町2丁目13-4
- こどもや玩具店
岡山県倉敷市阿知2丁目3-21
- こどもやステッププラザ
岡山県津山市川崎198-6

天満屋ハピータウン内店舗
- ギフトショップこどもや大きな木 / 玩具こどもや 総社店（リブ総社店、同テナント）
- 高梁店 / こどもや玩具（ポルカ高梁店、同テナント）(2010年8月閉店)
- こどもや本店 西大寺店 / 玩具こどもや 西大寺店（西大寺店、同テナント）
- 天満屋ハピータウン岡南店 玩具売場（岡南店）
- 玩具こどもや 岡北店（岡北店）
- 玩具こどもや 原尾島店（原尾島店）
- 玩具コーナー KODOMOYA（玉野店）
- 天満屋ハピータウン鴨方店 玩具売場(鴨方店）
- 玩具こどもや ポートプラザ店（ポートプラザ店）
- 玩具こどもや 向島店（向島店）（2010．9．12撤退予定）
- 府中天満屋 玩具売場（府中店）
- 玩具こどもや 太田店（太田店）
- 天満屋ハピータウン福山緑町店 玩具売場（みどり町店）
- 玩具こどもや 善通寺店（善通寺店）
- 天満屋ハピータウン円山店 玩具売場（円山店）
  - 2011年2月、同店の天満屋ハピーズへの転換・改装に伴う閉店により撤退

天満屋内店舗
- 天満屋津山店 玩具売場（津山天満屋店）
- 天満屋倉敷店 玩具売場（倉敷天満屋店）
- 米子しんまち天満屋 玩具売場(米子天満屋店）
- 天満屋アルパーク店 玩具売場（アルパーク店）

その他店舗
- ラッシュ鳴門店(鳴門店）

### 経営
- 岡山スカイガーデン ⇒ 閉園（2007.5）

## 沿革
岡山市奉還町の玩具卸問屋山陽玩具株式会社が前身。
- 1946年、こどもや本店創業
- 1964年に同社社長の娘婿であった髙谷茂男が社長に就任。玩具小売業をスタートする。山陽玩具株式会社設立
- 1985年、商号を現在の「株式会社サンヨープレジャー」に変更。
- 2005年、髙谷茂男、岡山市長選挙出馬のため代表取締役を辞任。